# 샹피오나 나시오날 2
샹피오나 나시오날 2는 프랑스의 4부 축구리그이자 세미 프로 및 아마추어 리그이다, 정식 명칭은 샹피오나 드 프헝스 드 풋볼 나시오날 두(Championnat de France de football National 2)이다. 창설 당시에는 나시오날 2(National 2)으로 불렸으나 1998년 CFA로 명칭이 바뀌었다가 2017년부터는 다시 나시오날 2라는 이름으로 불리고 있다.

## 대회 진행 방식
추춘제로 진행되며, 각 16개의 팀으로 이루어진 4개의 그룹, 총 64개 팀이 그룹 내의 다른 모든 팀들과 리그 방식으로 홈-어웨이 2번씩 경기를 치른다. 시즌 종료 후 각 그룹의 우승팀은 샹피오나 나시오날로 자동 승격되며, 각 그룹의 하위 3팀, 총 12팀은 나시오날 3로 강등된다.
매 시즌마다 지난 시즌 샹피오나 나시오날 하위 4팀이 강등당해 나시오날 2에 참여하며, 지난 시즌 나시오날 3의 12개 그룹 우승팀 12팀 또한 승격하여 나시오날 2에 참여한다. 이 단계에서는 일반 세미 프로 및 아마추어 팀뿐만 아니라 프로 팀들의 2군(리저브) 팀들 또한 리그에 참여할 수 있다.  단, 프로 팀의 리저브 팀은 나시오날 2를 우승했다 하더라도 샹피오나 나시오날로 승격할 수 없다.

## 역사

### 1993년 이전, 디비지옹 4 시절
나시오날 2의 전신은 1978년 창설된 디비지옹 4(Division 4)이다. 이 당시 디비지옹 4는 상위 리그인 디비지옹 3처럼 아마추어 팀들과 프로 팀들의 리저브 팀들의 혼합으로 구성되어 있었으며, 각 14개의 팀으로 이루어진 8개의 그룹, 도합 112개의 팀이 참여하였다.
각 그룹의 상위 2개 팀, 총 16개 팀은 디비지옹 3로 승격되었으며 하위 3개팀, 총 24개 팀은 아래 단계인 디비지옹 도뇌르(Division d'Honneur)
경기당 관중은 평균 4~500명 정도였다고 전해진다. 현재도 마찬가지지만, 당시에도 프로 리저브 팀에 쏠리는 아주 적은 관심이 평균 관중 수치를 깎아먹는 주된 요인이었다고 한다.
각 시즌의 마지막에는 8개 그룹의 우승팀들이 프랑스 아마추어 챔피언을 가리기 위해 토너먼트 방식의 챔피언 결정전을 실시했다. 

### 1993년-1998년, 나시오날 2의 탄생
디비지옹 3가 샹피오나 나시오날로 대체된 것처럼, 1993년의 리그 대개편을 통해서 디비지옹 4는 새로 창설된 나시오날 2로 대체되었다. 상위 리그인 샹피오나 나시오날에 프로 리저브 팀들이 참여하는 것이 이때부터 금지되었고, 그들의 최상위 리그는 나시오날 2가 되었다.
개편 후 리그 참가팀의 규모는 각 18개팀으로 이루어진 4개의 그룹, 도합 72개 팀으로 축소되었고, 프로 리저브 팀 제외 최상위 팀은 3부 리그인 샹피오나 나시오날로 승격되었으며 하위 6개 팀은 아래 단계인 5부 리그, CFA 2로 강등되었다. 
1998년부터는 샹피오나 나시오날이하 리그 소속 아마추어 팀들 및 프로 리저브 팀들을 참가주체로 한 "프랑스 아마추어 챔피언 결정전"과 "프랑스 리저브팀 챔피언 결정전"이 개최되기 시작했는데, 전자는 2000년을 마지막으로, 후자는 2011년을 마지막으로 개최되지 않고 있다. 
하지만 전자의 경우에는 대회가 아닌, 그룹별 승점을 토대로 수상팀을 결정하는 "Champion de France amateurs"라는 상으로 대체되었는데, 같은 그룹내 상위 5팀을 상대로 가장 많은 승점을 획득한 팀에게 수여되는 것이다.

### 1998년-2017년, CFA로의 개칭 이후
2005-06시즌, 피카르디 지방의 AS 보베(AS Beauvais)가 승점 100점을 획득해내며 CFA 최다 승점 기록을 세웠다. 하지만 2011-12시즌, 그룹 D에 속한 USJA 카르크푸(USJA Carquefou)와 뤼쏭 VF(Luçon VF)가 같은 그룹 내에서 승점 105점을 동반 획득하며 이 기록을 갱신해내는 데 성공했다.
디비지옹 4 시절과는 달리 평균 관중이 천 명 대인 팀들도 근근히 나오던 시기이다. 특히 2013년 4월 6일에는 RC 스트라스부르와 FC 뮐루즈간의 리그 경기에 20,044명의 관중이 입장하며 CFA(나시오날 2) 최다 관중 기록을 세웠다.
2015년에는 그룹 간 지역 범위가 개편되어 기존 그룹 D가 담당하던 프랑스 남서부 지역을 전부 그룹 C가 담당하게 되었다. 그룹 D에 속해있던 북서부 팀들이 이동 거리에 가진 불만을 해결하기 위해 나온 해결책인듯 보인다.

### 2017년-현재, 다시 나시오날 2로
2017-18시즌부터 기존에 사용하던 CFA라는 명칭 대신 나시오날 2(National 2)라는 명칭을 10년 만에 다시 사용한다. 하부 리그와 상부 리그의 높낮음을 직관적으로 표현하기 위한 개칭인 듯하다.

## 2018-19 시즌 참가팀
fr:Championnat_de_France_de_football_de_National_2_2018-2019
나시오날 2의 평균 관중 수는 800명에서 1000명 사이이다. 하지만, 이 숫자는 프로 2군 팀의 저조한 관중수로 인해서 줄어든 숫자다.